# ブロードハーストマイケル
ブロードハースト マイケル（BROADHURST Michael、1986年10月30日 - ）は、ニュージーランド・ギズボーン出身の元ラグビー選手。元日本代表。旧表記「マイケル・ブロードハースト」。

## プロフィール
- ポジションはナンバーエイト(No.8)、フランカー(FL)。
- 身長 196cm、体重 110kg
- 日本代表キャップは26。（2015年10月現在）
- ニックネームは『Mike』、『ブロティー』。
- 実弟のジェームスは元ラグビー選手。
- 2017年に日本国籍を取得した。

## 来歴
キャンピオン高校卒業後、2008年にニュージーランド・ハートランド代表に選出された。2009年にクボタスピアーズに加入、1シーズンプレー後2010年にリコーブラックラムズに移籍。2012年に日本代表に選出された。初キャップは、同年11月の日本代表の欧州遠征におけるルーマニア代表戦。
2013年のウェールズ来日テストマッチ（リポビタンDチャレンジカップ）では2戦ともに出場し、双方の試合でトライを挙げ、6月15日の対ウェールズ戦初勝利に貢献した。
2015年、ラグビーワールドカップ2015の日本代表に選出された。
2018年9月、トップリーグリーグ戦100試合出場達成。
2021年8月、リコーブラックラムズから退団し現役を引退した。

## 受賞歴
- 2018-19トップリーグベスト15